# Armoriale delle famiglie italiane (Gl-Go)
Questo è l'armoriale delle famiglie italiane il cui cognome inizia con le lettere che vanno da Gl a Go.

## Armi

### Gl
| Stemma | Casato e blasonatura |
| ------ | --- |
|        | Glassard (Tarantasia, Aosta) Titolo: signori di Issogne D'oro, allo scaglione di rosso, accompagnato da tre fiori di garofano, dello stesso (citato in (18)) |
|        | Glisenti o Glissenti (Vestone, Lavenone, Storo, Salò, Brescia, Venezia) guerriero armato (citato in Piovanelli) |
|        | Gloria e Gloria Serpi (Vercelli, Torino) Titolo: conti d'azzurro a due rami di palma, infilati in una corona ducale il tutto d'oro, col capo d'oro carico di un'aquila coronata, di nero D'azzurro, a due rami di palma, decussati e infilati in una corona ducale, il tutto d'oro, con il capo del secondo, carico di un'aquila coronata di nero (citato in (18)) Motti: Praemium laboris - Gloria praemium (citato in (4) – Vol. III pag. 501 e pag. 502) 2 rami di palma incrociati e infilzati in una corona marchionale tutto di oro su azzurro - aquila coronata di nero su oro in capo (citato in LEOM) Motti: Praemium laboris - Gloria praemium |
|        | Gloritia (Tropea) (LA) campum ceruleum barram in medio supra stellam in medio barre quinque arcus subter tres undas (citato in BLCL) Notizie storiche in Tropea Magazine. |
|        | Glorizio (Tropea) (la blasonatura non è stata ancora caricata) (citato in BLCL) Immagine in Tropea Magazine. |
|        | Glussiano (la blasonatura non è stata ancora caricata) (citato in DAlena) |

### Gn
| Stemma | Casato e blasonatura |
| ------ | --- |
|        | Gnecco (Genova, Nervi) d'azzurro alla torre d'argento merlata e posata sul campo di verde, sormontata da 3 gigli d'oro in capo, attraversata da una banda di rosso (citato in (4) – Vol. III pag. 503) banda di rosso traversante una - torre di argento su terrazzo di verde su azzurro - 3 gigli di oro posti in fascia in alto su azzurro (citato in LEOM) |
|        | Gnecco (Genova, Nervi) sbarra di rosso su torre di argento su 3 monti ristretti dello stesso uscenti dalla punta su azzurro - 3 gigli di oro in alto su azzurro posti 1,2 (citato in LEOM) |
|        | Gnerro (Canavese) Titolo: consignori di Montestrutto, Nomaglio Inquartato, al 1° e 4° d'oro, allo scaglione di verde; al 2° e 3° d'argento, alla croce di rosso alias Inquartato, al 1° e 4° d'oro, allo scaglione d'azzurro; al 2° e 3° d'argento, alla croce di rosso Motto: Sic visum superis (citato in (18)) |
|        | Gnocchi (Forlì) troncato, nel primo d'azzurro, al leone rampante d'oro sostenente con le zampe anteriori una palla del medesimo, accompagnato da tre stelle di sei raggi d'oro una in capo e due ai fianchi; nel secondo d'oro a tre bande d'azzurro (citato in (4) – Vol. III pag. 504) leone rampante di oro tenente con la zampa destra una palla dello stesso sormontato da - 3 stelle (6 raggi) di oro poste 1,2 tutto su azzurro - 3 bande di azzurro su oro (citato in LEOM) |
|        | Gnocchi (Montefalco) (d'argento, alla fiamma di tre lingue di rosso; al capo d'azzurro, caricato di tre stelle a sei raggi d'oro maleordinate) (citato in Degli Abbati) |
|        | Gnocchi (Cesena) (la blasonatura non è stata ancora caricata) (citato in BLCW) Immagine in Blasone Cesenate. |
|        | Gnoli (Ferrara) troncato d'azzurro e di verde al leone d'oro attraversante, con due scaglioni di rosso intrecciati attraversanti sul tutto (citato in (2) – pag. 324 e in DAlena) |
|        | Gnoli (Roma) troncato: di azzurro e di verde al leone d'oro attraversante con due caprioli di rosso intrecciati, uno dei quali rovesciato dal capo, attraversanti sul tutto (citato in (4) – Vol. III pag. 504) leone rampante di oro attraversante 2 scaglioni intrecciati tra loro di rosso su troncato di azzurro e di verde (citato in LEOM) |
|        | Gnoli (Modena, Milano, Bologna) di azzurro al leone d'oro, rivoltato, con due scaglioni di rosso, affrontati, intravagliati ed attraversanti (citato in (4) – Vol. III pag. 505) leone rampante rivolto di oro attraversante 2 scaglioni intrecciati tra loro di rosso su azzurro (citato in LEOM) |
|        | Gnoli Ricciardi (Ferrara) partito di Gnoli che è: d'azzurro al leone di oro rivoltato, con due scaglioni di rosso affrontati, intravagliati ed attraversanti e di Ricciardi che è: d'argento all'albero nodrito sopra un ristretto di pianura erbosa, con un riccio (porcospino) saliente sul tronco, il tutto al naturale e il tutto colla bordura d'argento e d'azzurro (citato in (4) – Vol. III pag. 505) leone rampante rivolto di oro attraversante 2 scaglioni intrecciati tra loro di rosso su azzurro - albero uscente da un ristretto con - riccio rampante sul tronco tutto al naturale su argento - bordura composta di argento e di azzurro (citato in LEOM) |

### Gob
| Stemma | Casato e blasonatura |
| ------ | --- |
|        | Gobbi (Piacenza, Cesena) d'azzurro alla ruota di rosso, dentata di sei pezzi nel lato sinistro, con l'apertura d'argento caricata di una torre d'azzurro (citato in (4) – Vol. III pag. 506) castello a 2 torri di azzurro su interno di argento di una ruota di rosso merlata di 6 pezzi solo a destra su azzurro (citato in LEOM) |
|        | Gobbi (Siena) D'azzurro, alla squadra posta in palo (o alla lettera L) d'oro, sormontata da due stelle a sei punte dello stesso, ordinate in capo (citato in (15)) |
|        | Gobbi (Mantova) Cammello (citato in DAlena) |
|        | Gobio (Mantova) d'azzurro al dromedario al naturale passante sopra un terreno di verde (citato in (4) – Vol. III pag. 506) dromedario al naturale passante su terrazzo di verde su azzurro (citato in LEOM) Motto: Dat labor annos                                                                                                  |

### God
| Stemma | Casato e blasonatura |
| ------ | --- |
|        | Godano (Tropea) (LA) (la blasonatura non è stata ancora caricata) (citato in BLCL) Notizie storiche in Tropea Magazine. |
|        | Godaz (Sicilia) d'azzurro, con un bue reciso e rivoltato d'oro (citato in (25)) Notizie storiche in Famiglie nobili di Sicilia. |
|        | Godemini (Pistoia, Firenze) Trinciato d'azzurro e di rosso, a tre crescenti attraversanti d'oro, ordinati e volti in banda (citato in (15)) (DE) In blau-rot schräggeteiltem Feld 3 schräglinks nach oben gewendete goldene Halbmonde schrägbalkenweise (citato in (28))                                                                                                |
|        | Godi (Parma) d'azzurro a tre fiammelle d'oro, male ordinate, sormontate dal motto: Fulgor et Ardor (citato in (4) – Vol. III pag. 507) 3 fiamme di oro poste 1,2 sormontate da - un nastro di argento caricato del motto in lettere maiuscole di nero "FULGOR ET ARDOR" tutto su azzurro (citato in LEOM)                                                               |
|        | Godi (Vicenza) Titoli: nobile partito di rosso e d'argento al leone d'oro attraversante accompagnato in capo a destra da una stella (8) dello stesso (citato in (4) – Vol. III pag. 508) leone rampante di oro su partito di rosso e di argento - stella (8 raggi) di oro posta nel canton sinistro del capo su rosso (citato in LEOM) Cimiero: il leone nascente d'oro |
|        | Godio (Roma, Serralunga di Crea) partito di rosso e d'argento al leone attraversante e sormontato a destra da una stella di 5 raggi, il tutto d'oro (citato in (4) – Vol. III pag. 508) leone rampante di oro su partito di rosso e di argento - stella (5 raggi) di oro posta nel canton sinistro del capo su rosso (citato in LEOM)                                   |
|        | Godredi di rosso, all'ancora d'argento (citato in (6) – pag. 98) |

### Gof
| Stemma | Casato e blasonatura |
| ------ | --- |
|        | Goffi (Giaveno, Chieri, Lanzo) Titolo: consignori di Balangero, Cantoira, Caselle, Giaveno d'azzurro, al ramo di gelsomino fiorito di 3 pezzi d'argento accostato da 2 stelle d'oro (citato in (2) – pag. 286 e in DAlena) D'azzurro, al ramo di gelsomino d'oro, fiorito di tre pezzi, d'argento, male ordinati, quello in capo sbocciato e accompagnato da due stelle, d'oro, gli altri socchiusi Motto: Sol incrementa dabit (citato in (18)) |
|        | Goffi (Asolo) (la blasonatura non è stata ancora caricata) (citato in DAlena) |
|        | Goffredo (Cosenza) D'azzurro al monte all'italiana di 3 cime d'oro uscente dalla punta e sostenente un leocorno d'argento saliente e fissante una stella a 6 punte d'oro posta nel cantone destro del capo (citato in DAlena e in BLCL) |

### Gog
| Stemma | Casato e blasonatura |
| ------ | --- |
|        | Goggi (Genova, Venezia) d'azzurro, a due barbi al naturale, uno sull'altro in fascia (citato in (2) – pag. 74 e in DAlena)                                                                                           |
|        | Goggi (Prato, Firenze) Fasciato ondato d'oro e di rosso (citato in (15)) |
|        | Gogi (Toscana) (DE) In schwarz-silber geteiltem Feld 1 Löwe in verwechselten Tinkturen (citato in (28)) |
|        | Goglio (Val Brembana) D'azzurro al leone passante al naturale (o d'oro) su di una pianura di verde, alla pianta al naturale (citato in Stemmi della Val Brembana (archiviato dall'url originale il 6 gennaio 2013).) |

### Gol
| Stemma | Casato e blasonatura |
| ------ | --- |
|        | Gola (Milano) troncato: al 1º di rosso al leopardo passante di oro, tenente con la branca anteriore destra una spada di argento, guernita d'oro; al 2º d'argento pieno (citato in (4) – Vol. III pag. 508 e in DAlena) alias leone passante di oro tenente nella destra una spada posta in palo di argento guernita di oro su rosso - argento pieno (citato in LEOM) (la blasonatura non è stata ancora caricata) (Immagine nella Raccolta stemmi Topoguz.) Cimiero: un leone nascente d'oro |
|        | Goldegg (Merano) Titoli: nobile del S. R. I. e di Lindenburg, barone dell'I. A. inquartato: nel 1º e 4º di rosso al muro con tre merlature alla ghibellina, munite di feritoie, il tutto d'oro e posto in banda; nel 2º e 3º d'azzurro al cavallo di rosso, cucito, allegro, cinto d'argento (citato in (4) – Vol. III pag. 508) muro merlato di 3 pezzi alla ghibellina posto in banda di oro su rosso - cavallo rampante di rosso fasciato di argento su azzurro (citato in LEOM) Cimieri: a destra: due semivoli addossati di rosso, caricati del muro dello scudo; a sinistra il cavallo dello scudo, nascente |
|        | Goletti (Fossano) Di rosso, al cane corrente, d'argento, con il capo d'azzurro, cucito, carico di una mezzaluna crescente, d'argento, accostata da due stelle (6), d'oro, i tre pezzi male ordinati (citato in (18)) |
|        | Golfarelli (Forlì) elmo rivolto di profilo al naturale cimato da 3 penne di rosso su monte a 7 cime di oro uscente dalla punta su azzurro (citato in LEOM) |
|        | Golfarelli (Cesena) (la blasonatura non è stata ancora caricata) (citato in BLCW) Immagine in Blasone Cesenate. |
|        | Golfarelli della Massa (Bologna) d'azzurro all'albero di due tronchi fogliati, nodrito su terreno al naturale, sormontato da una cometa d'oro, posta in palo e ondeggiante, col capo d'oro caricato di un'aquila coronata di nero (citato in (4) – Vol. III pag. 509) tronco di albero biforcato su terrazzo al naturale su azzurro - cometa di oro posta in palo in alto su azzurro - aquila coronata di nero su oro in capo (citato in LEOM) |
|        | Golferani (Cremona) spaccato d'azzurro e d'argento (citato in BLCR) Immagine in Blasonario Cremonese (archiviato dall'url originale il 5 marzo 2017). |
|        | Golfi (Arezzo) D'oro, alla fascia alzata d'azzurro, caricata di tre stelle a otto punte del campo, e accompagnata inferiormente da un liocorno inalberato di rosso (citato in (15)) |
|        | Golzio (Andorno) Titolo: consignori di Cerrione, Cossato, Netro, Occhieppo Interzato in fascia, al 1° d'oro all'aquila coronata, di nero; al 2° d'azzurro a tre stelle d'oro (8), ordinate in fascia; al 3° palato d'oro e di rosso (citato in (18)) |

### Gom
| Stemma | Casato e blasonatura |
| ------ | --- |
|        | Gombelini o Beloni (Modena, Ferrara) (la blasonatura non è stata ancora caricata) (citato in UNFE) Immagine nella Biblioteca Estense Universitaria (id. 895 e id. 629). |
|        | Gomberti (Padova) (la blasonatura non è stata ancora caricata) (citato in DAlena) |
|        | Gomes o Gomez (Palermo, Trapani) d'argento, a tre fasce d'azzurro (citato in Mango e in (25)) Notizie storiche in Famiglie nobili di Sicilia. |
|        | Gomez Paloma (Napoli) Titolo: marchesi inquartato nel 1º d'oro alla torre di rosso sormontata da un guerriero uscente imbracciante lo scudo e tenente nella destra una spada sguainata; nel 2º d'azzurro alla colomba d'argento rivoltata e sostenuta dal più alto di tre monti al naturale moventi dalla punta, imbeccante un ramoscello d'olivo ed accompagnata da tre stelle d'oro male ordinate nel capo; nel 3º di rosso a quattro sbarre d'argento; nel 4º d'azzurro a quattro sbarre d'oro (citato in (4) – Vol. III pag. 509 e in (19)) torre di rosso uscente dalla partizione cimata da - un guerriero uscente imbracciante scudo in sinistra e spada in destra posto in maestà al naturale su oro - monte a 3 cime di argento uscente dalla partizione cimato da colomba della pace rivolta dello stesso su azzurro - 3 stelle (5 raggi) di oro poste 1,2 in alto su azzurro - 4 sbarre di argento su rosso - 4 sbarre di oro su azzurro (citato in LEOM) |
|        | Gommi (Imola) d'azzurro al leone marino rivoltato, natante sul mare ondato d'argento (citato in (4) – Vol. III pag. 510) leone marinato rivolto natante su mare ondato di argento tutto al naturale su azzurro (citato in LEOM) |
|        | Gommi (Cesena) (la blasonatura non è stata ancora caricata) (citato in BLCW) Immagine in Blasone Cesenate. |

### Gon
| Stemma | Casato e blasonatura |
| ------ | --- |
|        | Gondi (Firenze) d'oro a due mazze d'arme di ferro, legate di rosso, passate in croce di S. Andrea (citato in (4) – Vol. III pag. 510) D'oro, a due mazze d'arme decussate di nero, legate di rosso (citato in (15)) 2 mazze d'arme di ferro al naturale incrociate fioccate di rosso su oro (citato in LEOM) (DE) In Gold 2 gekreuzte rotbebandete schwarze Streitkolben (citato in (28)) Cimiero: un braccio armato di una mazza ferrata Motto: Non sine labore |
|        | Gondola (Ragusa/Dubrovnik) palato d'argento e d'azzurro, alla fascia di rosso, attraversante sul tutto (citato in (9)) (FR) Palé d'argent et d'azur, à la fasce de gueules, brochant sur le tout. Casque couronné. (citato in (10)) |
|        | Gondolo o Gondoli (Peveragno, Cuneo) Titolo: conte di La Riva, S. Martino, Rivalta, Spinetta; barone di Villasco, Ruata Barac con Ruel, Gione, Civalea, Bassi Soprani d'azzurro alla campagna mareggiata d'argento, alla gondola veneziana di oro vogante, sormontata da una stella (16) d'oro (citato in (4) – Vol. III pag. 513 e in (18)) d'azzurro alla campagna mareggiata d'argento, alla gondola veneziana di oro vogante, sormontata da una stella (16 o 11 o 5) d'oro (citato in (27)) gondola di oro con vogatore al naturale natante su mare dello stesso su azzurro - stella (16 raggi) di oro in alto su azzurro (citato in LEOM) alias D'azzurro, alla campagna mareggiata, d'argento, con la gondola veneziana vogante, d'oro, con il felze di rosso, sormontata da una stella (16), pure d'oro (citato in (18)) Cimiero: la stella del campo Motto: Hac duce porge viam o Hac duce perge viam - Ad portum remeo |
|        | Gonella (Carrù, Torino) Titolo: nobili; nobili di Orvieto interzato in fascia: al 1º d'azzurro a tre stelle d'oro, ordinate in fascia; al 2º d'argento al leone di rosso, illeopardito; al 3º d'oro a tre bande di rosso, con una fascia d'azzurro, in divisa, attraversante per il 2º e il 3º punto (citato in (4) – Vol. III pag. 514 e pag. 515, in DAlena e in (18)) interzato in fascia di azzurro di argento e di oro - 3 stelle (5 raggi) di oro su azzurro - leone passante di rosso su argento - 3 bande di rosso su oro - fascia in divisa di azzurro tra la 2° e 3° partizione (citato in LEOM) |
|        | Gonella Pacchiotti (Carrù, Torino, Fossano, Milano, Genova) Titolo: nobili; nobili di Orvieto partito: al 1º interzato in fascia; al 1º d'azzurro a tre stelle d'oro, ordinate in fascia; al 2º d'argento al leone di rosso, illeopardito; al 3º d'oro a tre bande di rosso, con una fascia d'azzurro, in divisa, attraversante fra il 2º e il 3º punto (Gonella); al 2º fasciato ondato d'azzurro e d'oro (Pacchiotti) (citato in (4) – Vol. III pag. 515 e in (18)) interzato in fascia di azzurro di argento e di oro - 3 stelle (5 raggi) di oro su azzurro - leone passante di rosso su argento - 3 bande di rosso su oro - fascia in divisa di azzurro tra la 2° e 3° partizione - fasciato ondato di azzurro e di oro (citato in LEOM) Cimiero: un ramo d'ulivo sostenente una rondine al naturale Motto: Temporibus propriis |
|        | Gonetto o Gonnet ? o Gonet ? (Delfinato, Torino) Titolo: signore di Lorial in Delfinato Di rosso, allo scaglione d'oro, accompagnato (in punta) da un crescente d'argento, con il capo d'oro, carico di tre trifogli, di verde Motto: Numquam senescit virtus (citato in (18)) |
|        | Gongora (Messina) d'azzurro, a cinque leoncini d'oro, coronati dello stesso, ordinati a decusse (citato in Mango) |
|        | Gonnelli (Firenze) D'azzurro, al gallo fermo di nero, crestato e barbato di rosso, addestrato da un giglio d'argento (citato in (15)) |
|        | Gonnet troncato di rosso e d'azzurro, alla fascia d'argento sulla partizione: sopra, al leone d'oro seduto sul lembo della fascia; sotto, a tre stelle d'oro, 2, 1 (citato in (4) – Vol. II pag. 587) |
|        | Gonneto (Torino) D'oro, alla fascia di rosso, carica di tre leoncini del secondo, con il capo d'azzurro, carico di tre speronelle d'argento, ordinate in fascia Motto: Nesci labi virtus (citato in (18)) |
|        | Gontar (Val d'Aosta) Titolo: consignori di Châtellargent D'argento, alla campagna di rosso, dentata di cinque pezzi (citato in (18)) |
|        | Gonteri (Francia, Torino) Titolo: marchesi di Cavaglià; conti di Albugnano, Faule, Gorrino, Montegrosso, Ormea; signori di Rivarotta, S. Albano; consignori di Cocconato D'azzurro, a tre stelle ordinate in banda, accostate da due bande, il tutto d'oro (citato in (18)) |
|        | Gonzaga Titolo: marchesi, poi duchi di Monferrato; marchesi di Bianzè, Borgo San Martino, Fontanetto, Fontanile, Fubine, Incisa, Mombaruzzo, Morbello, Occimiano, Palazzolo, Pomaro, San Salvatore Monferrato, Tricerro; conti di Castagnole Monferrato, Odalengo Piccolo; signori di Cassinasco, Pontecurone, San Giorgio, Viguzzolo; consignori di Castelnuovo Belbo Fasciato d'oro e di nero alias Inquartato, al 1° e 4°, di rosso, al leone d'argento, coronato d'oro, con la coda doppia, decussata e ridecussata (Boemia); al 2° e 3° fasciato d'oro e di nero alias D'argento, alla croce patente di rosso, accantonata da quattro aquile, di nero, affrontate a due a due; sul tutto uno scudetto inquartato, al 1° e 4°, di rosso, al leone d'argento, coronato d'oro, con la coda doppia, decussata e ridecussata; al 2° e 3° fasciato d'oro e di nero alias D'argento, alla croce patente di rosso, accantonata da quattro aquile, di nero, affrontate a due a due; sul tutto uno scudetto partito di due e troncato di due: al 1° dell'Impero d'Oriente, al 2° di Boemia, al 3° di Gonzaga, al 4° di Gerusalemme, al 5° d'Aragona, al 6° di Monferrato, al 7° di Sassonia, all'8° di Bar, al 9° di Costantinopoli alias D'argento, alla croce patente di rosso, accantonata da quattro aquile, di nero, affrontate a due a due; sul tutto uno scudetto partito di due e troncato di due: al 1° dell'Impero d'Oriente, al 2° di Boemia, al 3° di Gonzaga, al 4° di Gerusalemme, al 5° d'Aragona, al 6° di Monferrato, al 7° di Sassonia, all'8° di Bar, al 9° di Costantinopoli; nel punto d'onore, di rosso, alla fascia d'argento (Austria), timbrato da corona arciducale alias (la blasonatura non è stata ancora caricata) (Gonzaga Nevers) alias Inquartato, al I e IV Gonzaga di Mantova; al II e nel III troncato, il primo partito di tre, il secondo di due, che dà sette quarti, al 1° di Clèves; al 2° di La Marck; al 3° di Artois; al 4° di Brabante; al 5° di Borgogna-Nevers; al 6° di Rethel; al 7° d'Albret d'Orval; sul tutto d'Alençon (Gonzaga Nevers) (citato in (18)) |
|        | Gonzaga (Mantova) (arma dal 1389 al 1391) · inquartato: nel primo e nel quarto d'argento, alla biscia ondeggiante in palo d'azzurro, coronata d'oro, ingolante un fanciullo di carnagione; nel secondo e nel terzo fasciato d'oro e di nero · (FR) écartelé, au premier et au quatrième d'argent au serpent d'azur ondoyant en pal couronné d'or engloutissant un enfant de carnation, au deuxième et au troisième fascé d'or et de sable · (EN) quarterly, first and fourth Argent with a swaying snake Azure in pale swallowing a child Carnation, second and third Barry Gold and Sable · Gonzaga (Mantova) (arma dal 1433) · d'argento, alla croce patente di rosso accantonata da quattro aquile di nero dal volo abbassato [imbeccate e membrate di rosso], rivolte alla destra araldica; sul tutto, uno scudo inquartato: nel primo e nel quarto di rosso al leone dalla coda doppia d'argento, armato e lampassato d'oro, coronato e collarinato dello stesso (Regno di Boemia); nel secondo e nel terzo fasciato d'oro e di nero (Gonzaga) · (citato in (33), pag. 93) · (FR) d'argent, à la croix pattée de gueules cantonnée de quatre aigles de sable au vol abaissé; sur le tout écartelé, au premier et au quatrième de gueules au lion à la queue fourchée d'argent armé et lampassé d'or, couronné et colleté du même, au deuxième et au troisième fascés d'or et de sable · (EN) Argent, a cross pattée Gules cantoned with four eagles Sable inverted of wings; over all, quaterly, first and fourth Gules with a queue fourchy lion Argent armed, langued, crowned and collared Or, second and third barry Or and Sable · (citato in CROL – pag. 44, in (6) - pag. 161 e in DAlena) |
|        | Gonzaga Titoli: Principi di Molfetta una croce rossa posta in campo d'argento, e ne' suoi quattro lati con quattro Aquile nere. In mezzo poi della Croce, è un picciolo scudo inquartato che è un leone rampante d'oro in campo rosso, l'altro quarto due fasce d'oro in campo nero (citato in (7) – pag. 382 e in DAlena) |
|        | Gonzaga (Roma, Vicenza, Monte Berico, Bergamo, Villa Grisonno (Montano di Como)) d'argento alla croce patente di rosso, accantonata da quattro aquile spiegate di nero, affrontate due a due. Sul tutto: inquartato nel 1º e 4º di rosso al leone di argento coronato d'oro (Lombardia); nel 2º e 3º fasciato d'oro e di nero (Gonzaga) (citato in (4) – Vol. III pag. 515) leone rampante di argento coronato di oro su rosso - fasciato di oro e di nero tutto su scudetto su - croce patente di rosso accantonata da - 4 aquile di nero affrontate a 2 a 2 in alto e in basso su argento (citato in LEOM) alias (grande arma della casa) inquartato: nel I e IV d'argento, alla croce patente di rosso, accantonata da quattro aquile spiegate di nero, affrontate due a due; sul tutto partito di due e troncato di due, che dà nove quarti: nel 1º di rosso, all'aquila bicipite spiegata e coronata d'oro; nel 2º di rosso, al leone d'argento coronato d'oro; nel 3º d'oro, a tre fasce di nero; nel 4º di rosso alla croce d'oro accantonata da quattro B greche dello stesso; nel 5º d'oro a quattro pali di rosso; nel 6º d'argento al capo di rosso; nel 7º fasciato d'oro e di nero di otto pezzi al crancelino di verde attraversante; nell'8º d'azzurro a due barbi addossati d'oro, accantonati da quattro crocette d'argento; nel 9º d'argento alla croce potenziata d'oro, accantonata da quattro crocette dello stesso. Nel II e III troncato: il 1º partito di tre, il 2º di due, che dà in tutto sette quarti: nel 1º di rosso, al raggio di carbonchio gigliato d'oro, caricato nel cuore da un carbonchio d'argento; nel 2º d'oro alla fascia scaccata d'argento e di rosso di tre file; nel 3º seminato di Francia, al lambello di quattro pendenti di rosso;nel 4º di nero al leone d'oro; nel 5º seminato di Francia, alla bordura composta d'argento e di rosso; nel 6º di rosso a tre nastri d'oro disposti due e uno; nel 7º contro inquartato di Francia e di rosso, alla bordura d'argento. Sul tutto alla grande inquartatura: seminato di Francia alla bordura di rosso caricata di dieci bisanti d'oro (citato in (4) – Vol. III pag. 515) grande arme della casa (citato in LEOM) Ornamenti: il manto. La corona chiusa col motto: Olympos, in lettere greche, scritto entro il cerchio. Nel manto scarlatto l'arma della grande Casa porta le collane dei Grandi Ordini del Toson d'Oro e del Redentore Cimiero: il monte Olimpo Motto: Fides Divisa: un monte caricato da un altare con la leggenda: Fides Supporti: un'aquila nera e un cigno d'argento collarinato d'oro |
|        | Gonzaga (Roma, Vicenza, Bergamo) leone rampante di argento coronato di oro coda bifida collarinato di oro su rosso - 3 fasce di nero su oro su scudetto su - croce patente di rosso accantonata da 4 aquile di nero su argento affrontate a coppia (citato in LEOM) |
|        | Gonzaga (Firenze, Siena) D'argento, alla croce patente di rosso accantonata da quattro aquilotti di nero, coronati d'oro; sul tutto inquartato: nel 1º e 4º di rosso, al leone d'argento coronato d'oro; nel 2º e 3º fasciato di sei pezzi d'oro e di nero alias D'argento, alla croce patente di rosso accantonata da quattro aquilotti di nero, coronati d'oro; sul tutto inquartato: nel 1º e 4º di rosso, al leone d'argento coronato d'oro; nel 2º e 3º fasciato di sei pezzi d'oro e di nero, con sul tutto d'argento, alla fascia di rosso (citato in (15)) |
|        | Gonzaga (Campobasso) D'argento alla croce di rosso, accompagnata a ciascuno dei 4 lati da un'aquila di nero. Sul tutto uno scudetto inquartato: nel 1° e 4° di rosso al leone rampante d'oro; nel 2° e 3° al campo di nero con due fasce d'oro (citato in DAlena) |
|        | Gonzaga (Molfetta) inquartato, nel 1° di rosso al leone d'argento, la coda biforcata e decussata due volte, coronato, armato, lampassato e collarinato d'oro (Boemia); nel 2° fasciato d'oro e di nero (Gonzaga antico); nel 3° controinquartato, in A di rosso al liocorno d'argento inalberato, in B di rosso alla corona d'oro, in C di rosso a tre fasce di verde, alla banda d'argento attraversante, in D bandato di vajo e di verde (Borromeo); nel 4° controinquartato, in A e in D di rosso alla stella di 16 raggi d'oro, in B e C d'oro al corno da caccia d'azzurro, legato e guarnito di rosso (del Balzo); sul tutto, in cuore, uno scudetto d'argento all'aquila spiegata di nero, rostrata, armata, membrata e linguata di rosso (Gonzaga moderno) Motto: Fides (citato in ) |
|        | Gonzaga (Messina) d'argento alla croce patente di rosso, cantonata da quattro aquilotti spiegati di nero, imbeccati e membrati di rosso, i due a destra con la testa rivolta; e sopra il tutto inquartato: il 1° e 4° di rosso al leone d'oro, il 2° e 3° d'oro a tre fasce di nero (citato in Mango) |
|        | Gonzaga (Napoletano) (la blasonatura non è stata ancora caricata) (citato in (24)) |
|        | Gonzaga (Cesena) (la blasonatura non è stata ancora caricata) (citato in BLCW) Immagine in Blasone Cesenate. |
|        | Gonzaga (la blasonatura non è stata ancora caricata) (citato in UNFE) Immagine nella Biblioteca Estense Universitaria (id. 5289). |
|        | Gonzales o Consales o Conzales (Sicilia) d'azzurro, al braccio armato movente dal fianco sinistro dello scudo, impugnante una spada d'argento, posta in palo (citato in Mango) |
|        | Gonzales del Castillo y Angulo (Napoli) partito: nel 1º di rosso alla sbarra d'argento accostata da due destrocheri tenenti ciascuno una spada nuda del medesimo; nel 2º d'azzurro al castello merlato d'argento, finestrato di nero, piantato sulla campagna erbosa, accostato alla porta da un cane al naturale e da un guerriero armato di alabarda, ed un altro guerriero sugli spalti con elmo insanguinato e tenente nella destra una spada nuda d'argento (citato in (4) – Vol. III pag. 519) sbarra di argento su rosso - 2 braccia armate di argento recise ognuna tenente con la mano di carnagione una spada posta in palo dello stesso su rosso poste in banda - castello a 2 palchi di argento aperto e finestrato di nero su terrazzo di verde su azzurro - cane passante al naturale attraversante la porta - guerriero armato di alabarda in maestà al naturale sulla destra del castello - uno simile uscente dal primo palco con spada in destra tutto su azzurro (citato in LEOM) |
|        | Gonzales del Castillo y Angulo (Napoli) banda di argento su rosso - 2 destri armati recisi uno in alto a destra uno in basso a sinistra al naturale afferranti con la mano di carnagione una spada ciascuno in sbarra su rosso - torre di argento (3palchi) chiusa di oro su terrazzo di verde - guerriero rivolto al naturale passante armato di alabarda - guerriero simile uscente affacciato alla finestra dell'ultimo palco con spada in destra - cane passante davanti alla porta al naturale su azzurro (citato in LEOM) |

### Gor
| Stemma | Casato e blasonatura |
| ------ | --- |
|        | Goracci (Borgo S. Sepolcro) d'azzurro al pino verde sradicato e sinistrato da un orso al naturale rampante al fusto del pino (citato in (4) – Vol. III pag. 519) alberto di pino di verde sradicato affiancato a destra da - un orso rampante al naturale tutto su azzurro (citato in LEOM) |
|        | Goracci (Sansepolcro) D'azzurro, all'albero al naturale nodrito sul terreno dello stesso e fruttifero d'oro, sinistrato da un orso levato al naturale appoggiato al tronco (citato in (15)) |
|        | Gordi (Ravenna) (la blasonatura non è stata ancora caricata) (citato in DAlena) di rosso, alla banda scanalata d'argento, sostenente una colomba posata dello stesso, nel capo (citato in (6) – pag. 158) banda scanalata di argento su rosso - colomba (uccello) passante sulla banda di argento su rosso (citato in LEOM) |
|        | Gordini (Livorno) Sbarrato d'azzurro e d'oro, al capo del secondo caricato di un'aquila d'argento coronata dello stesso, e alla punta montuosa abbassata e attraversante di verde, bordata d'argento, e caricata di una porta di fortezza sormontata da una stella a cinque punte, il tutto d'argento (citato in (15)) |
|        | Gordone (Messina) Titolo: baroni di Camastra d'oro, alla croce di Malta di rosso e il capo cucito d'argento, caricato di un'aquila spiegata di nero, membrata, rostrata e coronata d'oro (citato in (4) – Vol. III pag. 520, in (19), in Mango e in (25)) D'oro con la croce biforcata di rosso, ed il capo cucito d'argento, caricato dall'aquila spiegata di nero, membrata, imbeccata e coronata d'oro (citato in (25)) croce di Malta di rosso su oro - aquila di nero coronata di oro su argento in capo (citato in LEOM) Notizie storiche in Famiglie nobili di Sicilia. Ulteriori notizie storiche in Famiglie nobili di Sicilia. |
|        | Gorena o Goarena o Guarena (Savigliano) Titolo: consignori di Genola D'argento, al leone di rosso alias D'azzurro, al leone d'argento (citato in (18)) |
|        | Goretti (Pisa) di rosso all'albero nodrito sulla campagna, al toro passante colla testa attraversante sul fusto; il tutto al naturale (citato in (4) – Vol. III pag. 520) toro passante testa in maestà attraversante - un albero su terrazzo tutto al naturale su rosso (citato in LEOM) |
|        | Goretti d'azzurro al pino al naturale nodrito nel terreno di verde attraversato nel tronco da un bue d'oro passante (citato in (4) – Vol. III pag. 521) |
|        | Goretti (Arezzo, Firenze) Di rosso, all'albero di pino sradicato al naturale, attraversato al tronco da un toro fermo di nero alias Di rosso, all'albero di pino sradicato al naturale, attraversato al tronco da un toro fermo d'argento alias D'azzurro, all'albero di pino sradicato al naturale, attraversato al tronco da un toro fermo di nero alias D'azzurro, all'albero di pino sradicato al naturale, attraversato al tronco da un toro fermo d'argento alias Inquartato: nel 1º e 4º di rosso, all'albero di pino di verde attraversato al tronco da un toro fermo rivolto di nero; nel 2º e 3º d'azzurro, all'aquila di nero; sul tutto d'azzurro, alla cornucopia d'oro alias Inquartato: nel 1º e 4º di rosso, all'albero di pino di verde attraversato al tronco da un toro fermo rivolto di nero; nel 2º e 3º d'oro, all'aquila di nero; sul tutto d'azzurro, alla cornucopia d'oro (citato in (15)) |
|        | Goretti (Pisa) Di rosso, all'albero al naturale nodrito sul terreno dello stesso, e attraversato al tronco da un toro passante e riguardante di nero (citato in (15)) |
|        | Goretti de Flamini (Arezzo, Firenze) inquartato: nel primo e quarto di rosso al pino naturale attraversato nel tronco da un bue di nero, rivolto; nel 2º e 3º d'azzurro all'aquila di nero, sul tutto di azzurro alla cornucopia di oro (citato in (4) – Vol. III pag. 520) cornucopia di oro su scudetto di azzurro su - toro passante rivolto attraversante - un albero di pino di verde entrambi uscenti dalla partizione su rosso - aquila di nero su azzurro (citato in LEOM) Cimieri: due: a destra la cornucopia, a sinistra l'aquila Sostegni: due leoni controrampanti e miranti all'infuori |
|        | Goretti de Flamini (Arezzo, Firenze) cornucopia di oro su scudetto di azzurro su - albero di pino al naturale su terrazzo di verde attraversato da bue passante di nero rivolto su rosso - aquila di nero su oro (citato in LEOM) |
|        | Goretti Miniati (Stia, Firenze) partito: nel primo d'azzurro al pino al naturale nodrito nel terreno di verde attraversato nel tronco da un bue d'oro passante (Goretti); nel secondo di rosso alla banda di oro carica di tre palle la prima e la terza del campo, la centrale d'azzurro, ed accompagnata in capo da una stella di sei raggi d'oro ed in punta dalla mezzaluna crescente dello stesso (Miniati) (citato in (4) – Vol. III pag. 521) bue passante di oro attraversante - albero di pino di verde su terrazzo dello stesso su azzurro - 3 palle successivamente di rosso di azzurro e di rosso su banda di oro su rosso - stella (6 raggi) di oro in alto su rosso - luna montante di oro in basso su rosso (citato in LEOM) |
|        | Gorgani (Venezia) (FR) D'or, au chevron de gueules, acc. de trois croissants d'argent. (citato in http://www.euraldic.com/lasu/bl/bl_g_or.html) |
|        | Gorgieri (Firenze) D'azzurro, all'albero sradicato al naturale, accompagnato in capo da tre stelle a otto punte d'oro, 1.2, e alla sbarra diminuita attraversante di rosso alias D'azzurro, all'albero sradicato al naturale, accompagnato in capo da tre stelle a otto punte d'oro, 1.2, e alla fascia diminuita attraversante di rosso (citato in (15)) |
|        | Gorgogli (Firenze) Troncato di... e di rosso, al leone di... nel primo, nascente dalla troncatura (citato in (15)) |
|        | Gori (Milano) d'azzurro a due chiavi d'oro decussate (citato in (4) – Vol. III pag. 521) 2 chiavi di oro incrociate gli ingegni all'esterno su azzurro (citato in LEOM) |
|        | Gori (Firenze) D'azzurro, a due chiavi decussate d'oro, legate di rosso (citato in (15)) 2 chiavi di oro incrociate gli ingegni all'esterno legate di rosso su azzurro (citato in LEOM) (DE) In Blau 2 gekreuzte und durch 2 rote Bänder verbundene goldene Schlüssel (citato in (28)) |
|        | Gori d'azzurro alla fascia d'oro, accompagnata in capo da una stella di otto raggi e in punta da una testa di pantera, il tutto d'oro (citato in (4) – Vol. III pag. 522) |
|        | Gori (Firenze) D'azzurro, alla banda d'argento accostata superiormente da una chiave d'oro con l'anello a sinistra (citato in (15)) |
|        | Gori (Siena) D'azzurro, alla fascia diminuita di rosso, sormontata da due crescenti montanti ordinati in capo d'oro, e accompagnata in punta da tre stelle a sei punte dello stesso, 2.1 (citato in (15)) |
|        | Gori (Siena) D'azzurro, alla fascia accompagnata in capo da una stella a otto punte e in punta da una testa di leopardo, il tutto d'oro (citato in (15)) |
|        | Gori e Gori Panigarola (Milano) d'azzurro a due chiavi d'oro decussate (Gori) partito d'argento e di rosso ad uno stelo di papavero di sette fiori, dell'uno nell'altro (Panigarola) (citato in (4) – Vol. III pag. 521) |
|        | Gori della Ferza (Firenze) Interzato in fascia: nel 1º d'azzurro, alla corona radiata d'oro; nel 2º d'argento, al leone d'oro nascente dalla partizione; nel 3º di rosso, a due pali d'azzurro (citato in (15)) |
|        | Gori Manetti (Firenze) Di..., a quattro gigli da giardino di..., nodriti su un monte di sei cime di..., e accostati da due stelle a otto punte di... (citato in (15)) |
|        | Gori Mazzoleni (Roma) di argento alla fascia di rosso caricata di una rosa del campo ed accompagnata da 3 teste strappate di leone al naturale, due di sopra affrontate ed una sotto in maestà (citato in (4) – Vol. III pag. 522) rosa di argento su fascia di rosso su argento - 2 teste di leone strappate e affrontate al naturale in alto su argento - testa di leone in maestà al naturale in basso su argento (citato in LEOM) |
|        | Gori Mazzoleni (Roma) rosa di argento su fascia di rosso su argento - 3 teste di leone al naturale di cui 2 affrontate uscenti dalla fascia e una rivolta uscente dalla punta su argento (citato in LEOM) |
|        | Gori Panigarola (Milano) aquila di nero su oro - leone rampante di oro contro una torre uscente da sinistra di argento albero di palma al naturale tutto su terrazzo di verde su azzurro - 4 stelle (6 raggi) di oro su 4 pali di azzurro su argento (citato in LEOM) |
|        | Gori Panigarola (Milano) pianta di papavero di 7 fiori partita di rosso e di argento su partito di argento e di rosso (citato in LEOM) |
|        | Gori Pannilini (Siena) inquartato: nel 1º e 4º d'azzurro alla fascia d'oro, accompagnata in capo da una stella di otto raggi e in punta da una testa di pantera, il tutto d'oro (Gori); nel 2º e 3º inquartato, nel 1º e 4º d'oro alla stella d'otto raggi, d'azzurro; nel 2º e 3º d'azzurro al monte di sei cime d'oro, 3, 2, 1 (Pannilini) (citato in (4) – Vol. III pag. 522) fascia di oro su azzurro - stella (8 raggi) di oro in alto su azzurro - testa di leone in maestà di oro in basso su azzurro - stella (8 raggi) di azzurro su oro - monte a 6 cime di oro su azzurro (citato in LEOM) |
|        | Gori Pannilini (Siena) Inquartato: nel 1º e 4º d'azzurro, alla fascia accompagnata in capo da una stella a otto punte e in punta da una testa di leopardo, il tutto d'oro; nel 2º e 3º inquartato d'oro e d'azzurro, alla stella del secondo nel 1º e 4º, e al monte di sei cime del primo nel 2º e 3º alias Inquartato: nel 1º e 4º d'azzurro, alla fascia accompagnata in capo da una stella a sei punte e in punta da una testa di leopardo, il tutto d'oro; nel 2º e 3º inquartato d'oro e d'azzurro, alla stella del secondo nel 1º e 4º, e al monte di sei cime del primo nel 2º e 3º alias Inquartato: nel 1º inquartato d'oro e d'azzurro, alla stella a sei punte del secondo nel 1º e 4º, e al monte di sei cime del primo nel 2º e 3º (Pannilini); nel 2º troncato d'argento e d'azzurro, alla fiamma attraversante di rosso (Corti); nel 3º d'azzurro, alla croce di sant'Andrea d'oro accompagnata in capo da una stella a sei punte dello stesso, e al capo dell'Impero (Azzoni); nel 4º partito: a/ d'azzurro, al leone d'oro coronato dello stesso, accostato a destra da una stella a otto punte pure d'oro, b/ di verde, alla banda di rosso bordata d'oro, caricata di tre stelle a otto punte dello stesso (Pecci); sul tutto d'azzurro, alla fascia accompagnata in capo da una stella a sei punte e in punta da una testa di leopardo, il tutto d'oro (Gori) (citato in (15)) |
|        | Goria (Villafranca d'Asti) Titolo: consignori di Dusino Trinciato, d'oro, all'aquila di nero, e d'azzurro, al leone d'oro, con la banda di rosso, sulla partizione, carica di tre gigli d'oro alias Trinciato, d'oro, all'aquila di nero, e d'azzurro, al leone passante, d'oro, con la banda di rosso, sulla partizione, carica di tre gigli d'oro alias Trinciato, d'oro all'aquila di nero, e di rosso al leone d'oro; con la banda d'azzurro, sulla partizione, carica di tre gigli d'oro (citato in (18)) |
|        | Gorini o Gorini Librari (Firenze) Trinciato d'oro e d'azzurro, a tre crescenti attraversanti, ordinati e volti in banda, dell'uno all'altro (citato in (15)) (DE) In gold-blau schräggeteiltem Feld 3 schräglinks nach oben gewendete Halbmonde schrägbalkenweise in verwechselten Tinkturen (citato in (28)) |
|        | Gorni o Gorno (Mantova) Titolo: consignori di Popolo (Casale) D'oro, al decusse diminuito, alzato e abbassato, e alla verghetta attraversante, con sei stelle (8), poste negli intervalli, il tutto d'argento, cucito alias Troncato in scaglione, al 1° d'azzurro, a due stelle (6), d'oro, il 2° d'oro, a una stella cometa di rosso, in palo, con lo scaglione troncato d'oro e d'azzurro sulla partizione (citato in (18)) |
|        | Gorno (Brescia) d'azzurro a tre caprioli di verde col capo di rosso a un unicorno seduto di argento (citato in (4) – Vol. III pag. 523) 3 scaglioni di verde su azzurro - liocorno seduto sulla partizione di argento su rosso in capo (citato in LEOM) |
|        | Gorno (Brescia) liocorno di argento seduto su rosso - 2 scaglioni di verde su azzurro (citato in LEOM) |
|        | Gorra o De Gorra (Saint Rhémy) D'azzurro, alla rupe di due vette, d'argento, allo stambecco d'oro, slanciato dall'una all'altra Moptto: Ardua virtute (citato in (18)) |
|        | Gorresio (Bagnasco) Di [...], al salice di [...], nutrito nella pianura di [...] (citato in (18)) |
|        | Gorret o Gorretta o Gorretto (Chambave) Troncato, al 1° d'argento, al salice di verde, al 2° d'azzurro, al leone d'oro, tenente una clava d'argento (citato in (18)) |
|        | Gorzano (Asti, Saluzzo, Cherasco, Torino) Titolo: signori di Gorzano, Isolabella, Margarita, Monticello, Valfenera; consignori di Castellar, Cisterna, Drosso, Ferrere, Lavezzole, Marcellengo, Montaldo Roero, Pralormo, Serralunga D'argento, al leone d'azzurro alias Bandato d'oro e d'azzurro alias Bandato d'oro e d'azzurro, con il capo del primo, carico di un'aquila, di nero Motto: Hoc Caesar mihi donavit (citato in (18)) |

### Gos
| Stemma | Casato e blasonatura |
| ------ | --- |
|        | Gosetti (Venezia, S. Silvestro, Trieste) Titoli: nobile del S. R. I. col predicato di Sturmeck d'azzurro alla fascia d'oro, accompagnata in capo da un'aquila di nero, linguata di rosso, cucita e rivoltata, in punta da una torre fondata su scogli, il tutto al naturale Cimiero: l'aquila, di nero linguata di rosso Motto: In tempestatibus robur (citato in (4) – Vol. III pag. 524) fascia di oro su azzurro - aquila di nero rivolta in alto su azzurro - torre fondata su scoglio uscente dalla punta tutto al naturale su azzurro (citato in LEOM) |
|        | Gosi o Gofi (Toscana) (DE) Unter 1 silbernen Schildhaupt, darin 1 wachsender rotgezungter schwarzer Löwe, 7mal rot-schwarz schräglinksgeteilt (citato in (28)) |

### Got
| Stemma | Casato e blasonatura |
| ------ | --- |
|        | Goteschi (Firenze) Di..., a tre teste umane di..., 2.1, le due affrontate (citato in (15)) |
|        | Gotho o Goto o Gotto (Messina, Catania) Titolo: barone della Mendolia, Foresta (di rosso, a tre bande abbassate d'oro) (citato in Mango) alias troncato d'oro e di rosso, con tre bande del primo nel secondo (citato in Mango) diviso; nel 1° d'oro; nel 2° di rosso con tre bande del primo (citato in (25)) Corona di barone Notizie storiche in Famiglie nobili di Sicilia.                 |
|        | Goti (Siena) D'azzurro, a sei crescenti montanti d'argento, 3.2.1 (citato in (15)) (D'azzurro, a sei crescenti montanti d'argento, 3.2.1) (citato in BNDD) Immagine ne L'araldica sarteanese nei secoli. |
|        | Gotio o Gotto o Gotti o Gothi (Cherasco) Titolo: conti di Salerano Di rosso, a tre fasce d'oro Motto: Nec fulmine nec hyeme (citato in (18)) |
|        | Gottardi d'azzurro a tre candelieri di argento, accesi di rosso, male ordinati; quello di mezzo accostato da due stelle di 8 raggi d'oro e accompagnato in punta da un monte di 6 cime d'argento, 3, 2, 1 (citato in (4) - Vol. IV pag. 45) |
|        | Gottardi o Gottardi della Vipera (Firenze) D'azzurro, a tre vasi d'argento fiammeggianti di rosso, 1.2, accompagnati nei cantoni del capo da due stelle a otto punte d'oro, e in punta da un monte di sei cime d'argento (citato in (15)) (DE) In Blau 2 achtstrahlige goldene Sterne, 3 feuerspeiende silberne Kelche und 1 schwebender silberner Sechsberg, 2:1:2:1 gestellt (citato in (28)) |
|        | Gottardi (Cesena) (la blasonatura non è stata ancora caricata) (citato in BLCW) Immagine in Blasone Cesenate. |
|        | Gotti (Firenze) d'azzurro al pino al naturale nodrito sulla vetta di un monte di tre cime d'oro sinistrato da un capro di argento saliente sull'albero (citato in (4) – Vol. III pag. 525) albero di pino al naturale su monte a 3 cime di oro affiancato a destra da - una capra rampante di argento tutto su azzurro (citato in LEOM)                                                         |
|        | Gotti (Volterra, Firenze) D'azzurro, all'albero al naturale, nodrito su un monte di tre cime d'oro e sinistrato da un capro d'argento sostenuto dal monte e rampicante all'albero (citato in (15)) |
|        | Gotti o Gothi (Vercelli ?) Palato di rosso e d'argento, con il capo di [...], sostenuto da una fascia d'azzurro, carica di tre rose d'argento Motto: Oculi mei semper a Domino (citato in (18)) |
|        | Gottifredi di rosso, al leone d'oro, vaiato d'azzurro e d'oro, nel corpo e nella zampa sinistra, coronato dello stesso e tenente con le branche un libro pure d'oro, affibbiato di azzurro e caricato di 5 palle dello stesso (citato in (6) – pag. 102) |
|        | Gottifredi (Roma) (la blasonatura non è stata ancora caricata) (Immagine nell' Archivio Storico Capitolino (PDF) (archiviato dall'url originale il 4 marzo 2016).) |
|        | Gotti Lega (Volterra, Pisa, Lajatico) d'azzurro al pino di verde, sopra un monte di tre cime dello stesso sinistrato da una capra saliente al naturale (citato in (4) – Vol. III pag. 525) albero di pino di verde sostenuto da monte a 3 cime dello stesso uscente dalla punta su azzurro - capra rampante sul monte contro il pino al naturale su azzurro (citato in LEOM)                    |
|        | Gottoli (Firenze) D'oro, al capo d'azzurro caricato di tre bisanti d'argento (citato in (15)) |

### Gou
| Stemma | Casato e blasonatura |
| ------ | --- |
|        | Gourdon Titolo: consignori di Cuebris D'oro, alla croce di Malta, rossa, con il capo d'argento carico di un'aquila, di nero (citato in (18)) |

### Gov
| Stemma | Casato e blasonatura |
| ------ | --- |
|        | Goveano o Govean o Govea (Portogallo, Torino) Titolo: marchesi di Riva di Chieri; conti di Dubbione e Pinasca; signori di Fenile, Grugliasco; consignori di Casalborgone, Villanovetta D'azzurro, alla croce di rosso, orlata d'argento, carica di sei sfere armillari, d'oro, e accantonata da quattro castelli, d'argento; con la bordatura di porpora, carica di otto teste di leone, d'oro, tre in capo, una in ciascun fianco, tre in punta (citato in (18)) |
|        | Govone o Govoni (Alba) Titolo: signori di Govone, Piozzo, Priocca; consignori di S. Martino, Serralunga trinciato di oro e di rosso, a due stelle, dell'uno nell'altro Motto: Omnis dies melior (citato in (4) – Vol. III pag. 526 e in (18)) trinciato di oro e di rosso - 2 stelle (5 raggi) poste in sbarra di rosso sull'oro e di oro su rosso (citato in LEOM)                                                                                               |
|        | Govone (Asti, Isola d'Asti, Torino) Titolo: nobili; conti trinciato di oro e di rosso, a due stelle, dell'uno nell'altro Motto: Omnis dies melior (citato in (18)) |

### Goy
| Stemma | Casato e blasonatura |
| ------ | --- |
|        | Goyzueta (Napoli, Palermo) di rosso, al cervo passante d'argento (citato in DAlena, in Mango e in (25)) Notizie storiche in Famiglie nobili di Sicilia. |

### Goz
| Stemma | Casato e blasonatura |
| ------ | --- |
|        | Gozani' (o Gozzani) (Casale, Torino) inquartato: il 1º e 4º d'azzurro al giglio di argento; il 2º e 3º d'oro alla testa di moro al naturale attortigliata d'argento (citato in (4) – Vol. III pag. 528) giglio di argento su azzurro - testa di moro al naturale di profilo attorcigliata di argento su oro (citato in LEOM) Cimiero: cinque penne di struzzo |
|        | Gozi (Firenze) D'oro, a due bande d'azzurro, e al capo di... (citato in (15)) |
|        | Gozi (San Marino) monte a 3 cime di verde uscente dalla punta sostenente - penna in palo di argento su azzurro - stella (6 raggi) di oro in alto su azzurro - 3 scaglioni di nero su argento - rastrello di oro attraversante in sbarra su azzurro (citato in LEOM) |
|        | Gozio o Gotio o Gottio o Gosio o Gossio (Torino) Titolo: conti dik Porte Interzato in fascia, al 1° d'oro, all'aquila coronata di nero; al 2° d'azzurro, a tre stelle (8), d'oro; al 3° palato d'oro e di rosso (citato in (18)) |
|        | Gozio o Gosio (Mondovì) D'azzurro, alla fascia d'oro carica di tre uccelli gosii di nero, beccati e membrati di rosso Motto: Volenti nihil difficile (citato in (18)) |
|        | Gozio o Gosio (Mondovì) D'azzurro, alla fascia d'oro carica di tre uccelli di nero Motto: Nihil timeas nihil aufertur (citato in (18)) |
|        | Gozio o Gosio (Dronero) D'azzurro, alla fascia d'oro carica di tre uccelli gosii di nero, beccati e membrati di rosso Motto: Timens inclita virtus (citato in (18)) |
|        | Gozzadini trinciato d'argento e di rosso, alla bordura di nero, caricata di 12 bisanti d'oro, abbassata sotto il capo d'Angiò (citato in CROL – pag. 12) trinciato d'argento e di rosso, alla bordura di nero, bisantata d'oro di 12 pezzi, abbassata sotto un capo di azzurro, caricato di 3 gigli d'oro posti fra i quattro pendenti di un lambello del medesimo (questo testo presenta il capo come diverso da quello d'Angiò (il lambello è d'oro anziché di rosso)) (citato in (2) – pag. 1, in (6) - pag. 95 e in DAlena) trinciato di argento e di rosso alla bordura di nero, bisantata di oro di dodici pezzi, abbassata sotto il capo d'azzurro a tre gigli d'oro, divisi dal lambello di rosso di quattro pendenti (citato (11) - pag. 368 e in (4) - Vol. III pag. 529) trinciato di argento e di rosso - bordura di nero caricata di 12 palle di oro - capo d'Angiò (citato in LEOM) |
|        | Gozzani o Gozani (Omegna, Casale Monferrato) Titolo: marchesi di Perletto e Olmo, Treville; conti di Brassicarda, S. Giorgio Monferrato, Odalengo; baroni di Cly; consignori di Pontestura, Villanova Inquartato, al 1º e 4º d'azzurro, al giglio d'argento, al 2º e 3º d'oro, alla testa di moro al naturale, attortigliata d'argento alias Inquartato, al 1º e 4º d'azzurro, al giglio d'argento, al 2º e 3º d'oro alla testa di moro al naturale, attortigliata d'argento, con la fascia scaccata di due file, di nero e d'argento, sulla partizione della troncatura alias Inquartato, al 1º e 4º d'azzurro, al giglio d'argento, al 2º e 3º d'oro alla testa di moro al naturale, attortigliata d'argento, con la fascia scaccata di due file, d'argento e di rosso, sulla partizione della troncatura (citato in (18))                                                                      |
|        | Gozzari (Arezzo) D'azzurro, a due gigli fustati noderosi e sradicati, decussati e accompagnati in capo da un giglio, il tutto d'oro (citato in (15)) |
|        | Gozze (Ragusa/Dubrovnik) d'oro, a due bande d'azzurro; al capo d'azzurro (citato in (9)) (FR) D'or, à deux bandes d'azur, au chef d'azur. Casque couronné. (citato in (10)) |
|        | Gozze troncato: di azzurro e bandato d'oro e di azzurro (citato in (4) – Vol. I pag. 481) azzurro pieno - 2 bande di azzurro su oro (citato in LEOM) |
|        | Gozze Titoli: contessa troncato: a) d'azzurro pieno; b) d'oro a due bande d'azzurro Cimiero: il liocorno d'argento uscente, tenente fra le zampe una ruota d'oro (citato in (4) – Vol. III pag. 531) |
|        | Gozze de Trebinje et de Popovo (Ragusa/Dubrovnik) d'azzurro, a tre bande d'oro; al capo d'azzurro (citato in (9)) (FR) D'azur, à trois bandes d'or, au chef d'azur. Casque couronné. (citato in (10)) |
|        | Gozze de Trebinje et de Popovo (Ragusa/Dubrovnik) inquartato: nel 1º e 4º d'azzurro, a tre bande d'oro; al capo d'azzurro; nel 2º e 3º troncato inchiavato di tre pezzi d'azzurro, caricato di un agnello pasquale coricato d'argento, e d'oro (citato in (9)) |
|        | Gozze-Bassegli (Ragusa/Dubrovnik) partito: nel 1º bandato d'oro e d'azzurro, al capo d'azzurro (Gozze); nel 2º d'oro, al drago alato di nero, con due zampe, posto in palo (Bassegli) (citato in (9)) (FR) Parti: au 1, bandé d'or et d'azur, au chef d'azur (Gozze); au 2, d'or, à un dragon ailé de sable, à deux pattes, posé en pal (Bassegli). Casque couronné. (citato in (10)) |
|        | Gozzi (Venezia) Titoli: nobile, conte d'azzurro all'olivo nodrito nella pianura erbosa, sostenente una colomba di argento, tenente nel becco un ramoscello d'ulivo, il tutto al naturale; il tronco caricante un breve d'oro, svolazzante in fascia, col motto: Signum pacis (citato in (4) – Vol. III pag. 531) albero di olivo uscente da pianura al naturale cimato da - colomba della pace di argento su azzurro - nastro di oro traversante l'olivo caricato del motto in lettere maiuscole di nero "SIGNUM PACIS" su azzurro (citato in LEOM) Cimiero: la colomba del campo Motto: Nunquam inficiar |
|        | Gozzi (Ragusa, Messina) d'azzurro, alla quercia di verde, terrazzata dello stesso, sormontata da una colomba d'argento, con la lista dello stesso, caricata dal motto SIGNUM PACIS di nero, attraversante in fascia sul tronco (citato in Mango) |
|        | Gozzi (Firenze) D'azzurro, al palo d'oro, merlato a destra di quattro pezzi (citato in (15)) |
|        | Gozzi (Bergamo) D'argento, ad un albero di verde, terrazzato dello stesso, sormontato da un'aquila pure di verde, ed accostato in capo a destra, da un uccello di nero, volto a sinistra e rampicante sopra un ramo di esso (citato in Stemmi della Val Brembana (archiviato dall'url originale il 6 gennaio 2013).) |
|        | Gozzini (Colle) D'oro, alla colomba d'argento posata su un monte di dieci cime di verde, e tenente nel becco un rametto di olivo dello stesso (citato in (15)) |
|        | Gozzini (Firenze) Partito: nel 1º d'oro, a tre fasce doppiomerlate di nero; nel 2º d'argento, al leone di verde (citato in (15)) |
|        | Gozzoli (Firenze) D'azzurro, alla fascia diminuita d'argento, e a due mazze d'arme decussate e attraversanti d'oro alias D'azzurro, alla fascia diminuita d'argento, attraversante su due mazze d'arme decussate d'oro alias D'azzurro, a due mazze d'arme decussate d'oro, e al capo cucito d'Angiò (citato in (15)) |